# Don Ruter Nanayakkara
Don Ruter Nanayakkara (දොන් රෙවුටර් නානායක්කාර; Kolonnawa, 15 marzo 1915 – Colombo, 4 gennaio 1989) è stato un attore singalese.

## Biografia
Nanayakkara nacque a Kolonnawa nel 1915 e frequentò la Kolonnawa Govt. School e il St. Matthew's College, Dematagoda. In gioventù, Nanayakkara dimostrò interesse per il teatro divenendo un frequentatore regolare di rappresentazioni teatrali. In un dramma intorno al 1936, fu notato dal drammaturgo Sirisena Wimalaweera che lo portò nella sua compagnia. Dopo aver iniziato con Amma, Nanayakkara apparve in molti ruoli di Wimalweera che includevano: Seedevi, Pitisara Kella, Rodi Kella e Maggona Charlie.
Nel 1984, Nanayakkara fu uno degli attori singalesi che furono scelti per apparire in Indiana Jones e il tempio maledetto; Interpretò la parte dello sciamano.
Altre apparizioni cinematografiche inclusero: Chandiya (1965), Parasathumal (1966), Kathuru Muwath (1971), Duleeka (1974), Lasanda (1974), Nedeyo (1976), Ahasin Polawata (1978), Siribo Aiya (1980), Baddegama (1981) e Dese Mal Pipila. L'ultimo film di Nanayakkara fu Ahas Maliga che fu proiettato cinque anni dopo la sua morte.

## Filmografia

### Cinema
- Amma, regia di Sirisena Wimalaweera (1949)
- Seedevi, regia di Sirisena Wimalaweera (1951)
- Suranganie, regia di Cyril B. Abeyratne e K. Vembu (1955)
- Rekava, regia di Lester James Peries (1956)
- Sihinaya, regia di T. Janaki Ram (1959)
- Kurulubedda, regia di L. S. Ramachandran (1961)
- Sudu Sande Kalu Wala, regia di Robin Tampoe (1963)
- Sikuru Tharuwa, regia di L. S. Ramachandran (1963)
- Chandiya, regia di Titus Thotawatte (1965)
- Sudu Duwa, regia di Raja Josuwa e Lenin Moraes (1966)
- Parasathumal, regia di Gamini Fonseka (1966)
- Saru Bima, regia di L. S. Ramachandran (1967)
- Ran salu, regia di Lester James Peries (1967)
- Vanasara, regia di L. S. Ramachandran e S.A. Somaratne (1968)
- Amathikama, regia di Nihal Jayasinghe (1968)
- Hangi Hora, regia di Rohini Jayakody (1968)
- Indunila, regia di Kingsley Rajapakse (1968)
- Dahasak Sithuvili, regia di G. D. L. Perera (1968)
- Singithi Surathal, regia di Kingsley Rajapakse (1968)
- Bicycle Hora, regia di K. A. W. Perera (1968)
- Ataweni Pudumaya, regia di S. Mastan (1968)
- Akka Nago, regia di Vincent David (1968)
- Adaravanthayo, regia di Amarnath Jayatilaka (1968)
- Abudasse kale, regia di Kumar Wickremasooriya (1968)
- Romeo Juliet Kathawak, regia di G. D. L. Perera (1969)
- Kauda Hari, regia di Titus Thotawatte (1969)
- Thewatha, regia di Titus Thotawatte (1970)
- Kalana Mithuro, regia di Kingsley Rajapakse (1971)
- Suhada Pethuma, regia di Kingsley Rajapakse (1973)
- Sinawai Inawai, regia di Kingsley Rajapakse (1973)
- Sunethra, regia di Joe Dev Ananda (1973)
- Sahayata dani, regia di Yasapalitha Nanayakkara (1974)
- Sagarika, regia di Titus Thotawatte (1974)
- Sukiri Kella, regia di Joe Dev Ananda (1975)
- Hithuwoth Hithuwamai, regia di Lenin Moraes (1977)
- Siripala ha ranmanika, regia di Amarnath Jayatilaka (1977)
- Maruwa Samaga Wase, regia di Titus Thotawatte (1977)
- Ahasin Polowata, regia di Lester James Peries (1977)
- Kumara Kumariyo, regia di Sudas Maskorala (1978)
- Baddegama, regia di Lester James Peries (1980)
- Paramitha, regia di Anton Gregory (1982)
- Indiana Jones e il tempio maledetto (Indiana Jones and the Temple of Doom), regia di Steven Spielberg (1984)

### Televisione
- Il principe del deserto - miniserie TV (1991)

## Doppiatori italiani
- Sergio Fiorentini in Indiana Jones e il tempio maledetto